# Dupa

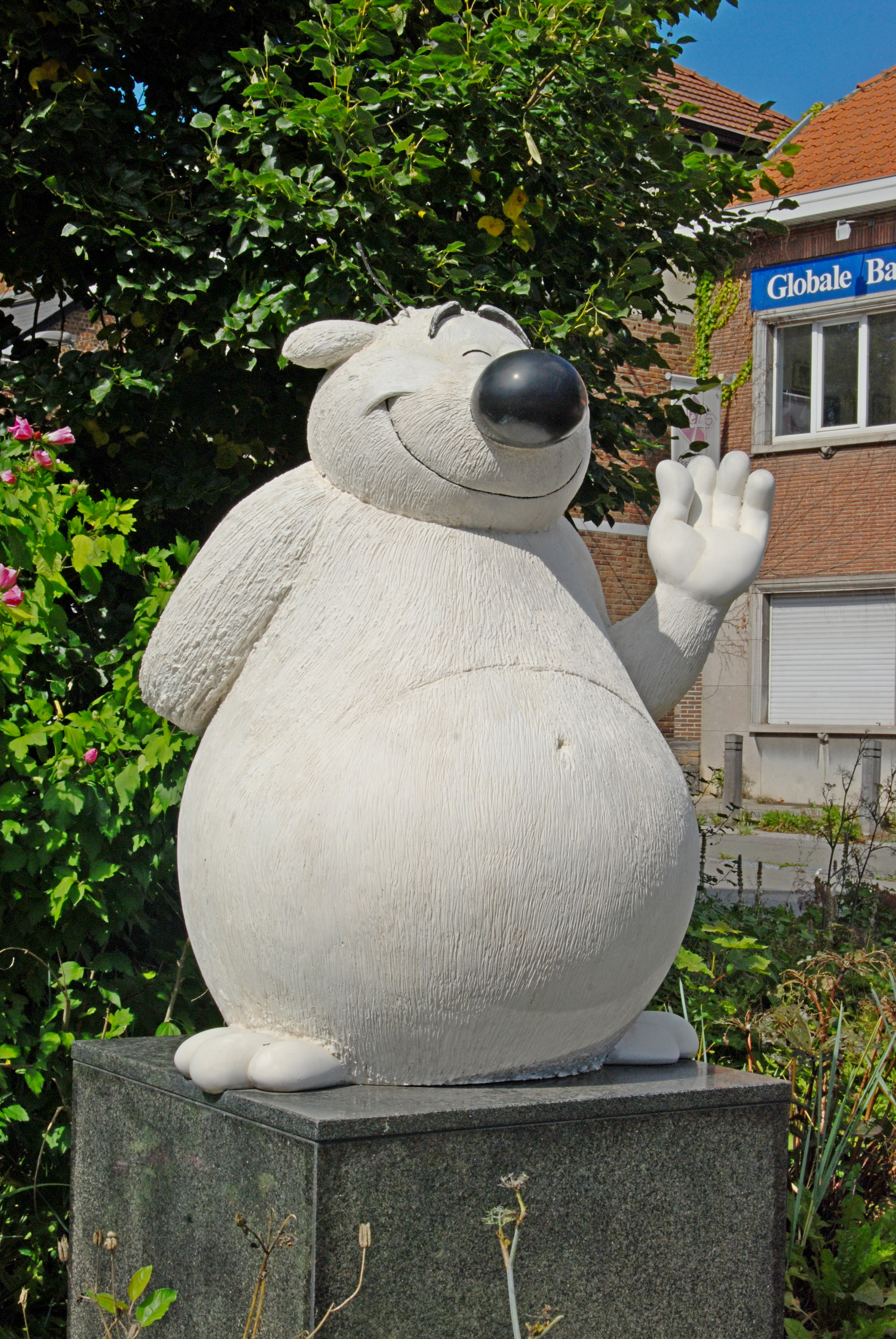
Cubitus.

Dupa, Pseudonym für Luc Dupanloup, (* 12. Februar 1945 in Montignies-sur-Sambre, Belgien; † 8. November 2000 in Ottignies, Belgien) war ein belgischer Comiczeichner und -autor. Bekannt geworden ist er vor allem als Schöpfer der Geschichten um den weißen, wuscheligen Hund Cubitus.
Dupanloup studierte in den 1960er Jahren an der Akademie der feinen Künste in Brüssel, bevor er Assistent des Comic-Zeichners Michel Régnier alias Greg wurde, den er unter anderem bei den Arbeiten an Albert Enzian unterstützte. 1966 ging er zum Magazin Tintin, wo er zwei Jahre später die Figur des Cubitus erschuf. Am 8. November 2000 starb Dupa mit 55 Jahren an einem Gehirnschlag.